# Каменица (Могилёвская область)
Камени́ца (бел. Камяніца) — деревня в составе Вишовского сельсовета Белыничского района Могилёвской области Белоруссии. Население — 127 человек (2019).

## Географическое положение
Ближайшие населённые пункты: Большой Нежков, Светиловичи.

## История
Согласно письменным источникам известна с XVII века. В 1681 году в архивных материалах определена как деревня во владении головчинского доминиканского костёла. С 1737 года действовала церковь. В 1834 в составе имения Старое Село Могилёвского уезда. Согласно переписи 1897 года в Нежковской волости, 44 двора, школа, винный магазин. В 1910 году открыта земская школа, для которой в 1914 году построено собственное здание. С февраля по октябрь 1918 года оккупирована германскими войсками. В 1931 году образован колхоз имени С.М. Будённого. В период Великой Отечественной войны со 2 июля 1941 года по 29 июня 1944 года оккупирована немецко-фашистскими захватчиками, разрушено 20 дворов. 26 односельчан погибли на фронте и в партизанской борьбе. В 1977 году в состав вошла деревня Новая Вёска. В 1986 году центр колхоза «Заветы Ленина», комплексно-приёмный пункт бытового обслуживания населения, клуб, библиотека, фельдшерско-акушерский пункт, начальная школа, столовая, магазин. В 2007 году библиотека, клуб.
Длинная и короткая, параллельные между собой улицы ориентированы с юго-востока на северо-запад, соединены короткими улицами. Застройка двухсторонняя, плотная, деревянная, с приусадебными участками. Возле дороги построены 10 кирпичных одноэтажных домов.

## Население
| Численность населения (по переписи) | Численность населения (по переписи) | Численность населения (по переписи) | Численность населения (по переписи) | Численность населения (по переписи) | Численность населения (по переписи) | Численность населения (по переписи) |
| 1897                                | 1909                                | 1926                                | 1959                                | 1970                                | 2009                                | 2019                                |
| ----------------------------------- | ----------------------------------- | ----------------------------------- | ----------------------------------- | ----------------------------------- | ----------------------------------- | ----------------------------------- |
| 321                                 | ↗379                                | ↗598                                | ↘464                                | ↗478                                | ↘143                                | ↘127                                |